# Goblin

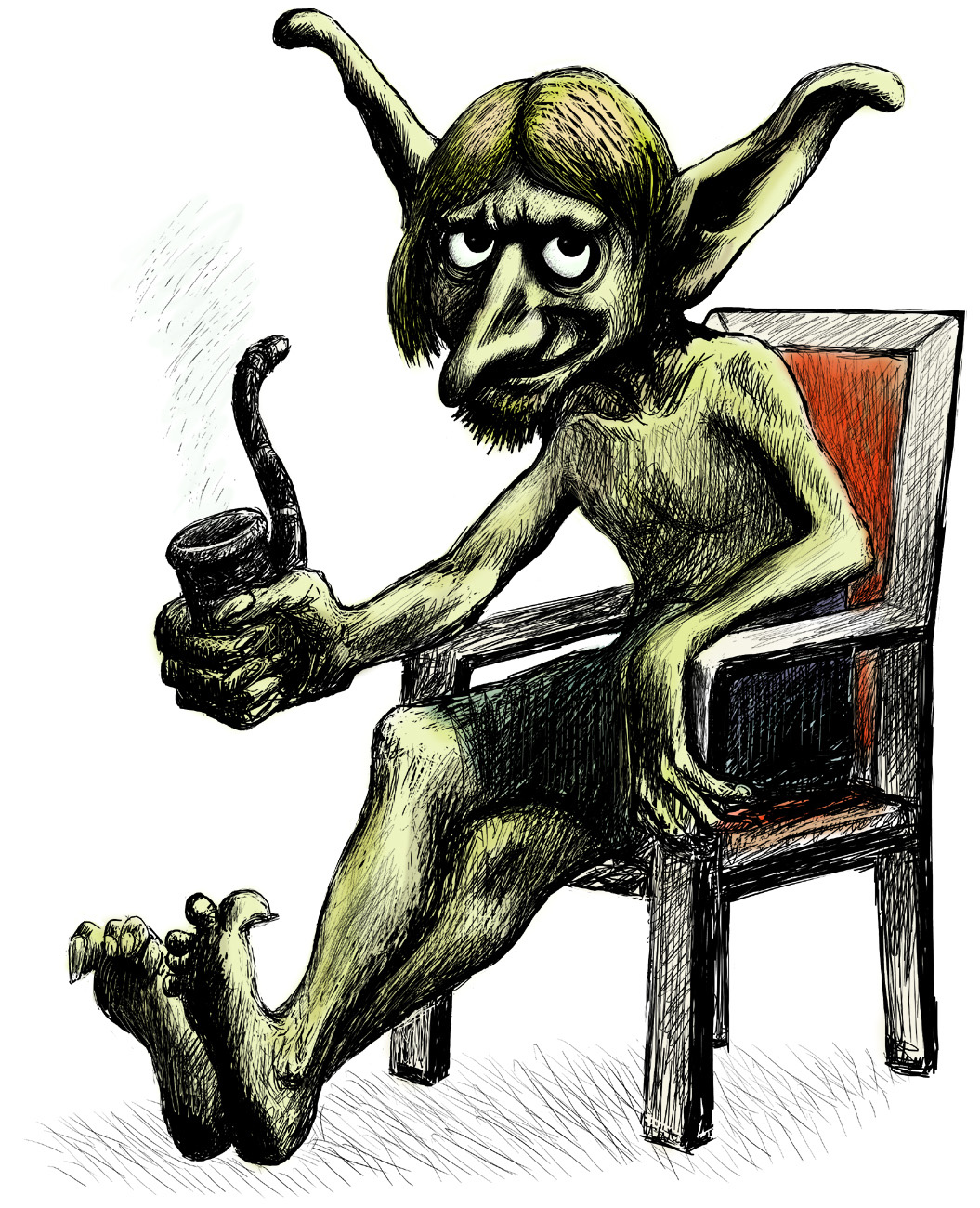
Goblin

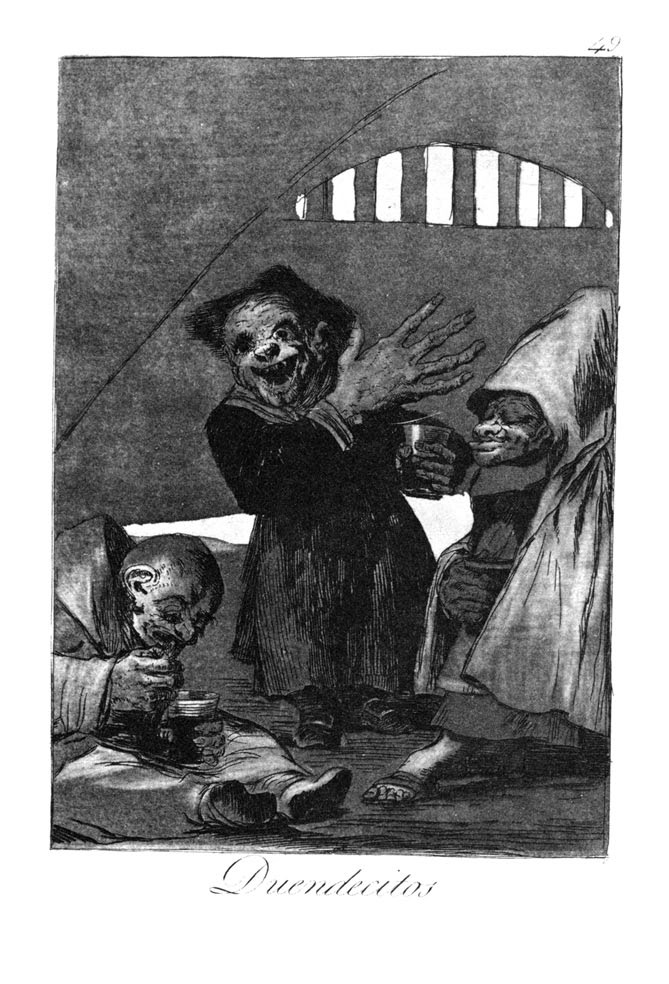

În folclorul european, goblinul este o creatură rea și grotescă sau un fel de fantomă rea, fiind o ființă ciudată ce are două vieți, una la nivel fizic și una la nivel spiritual, fiind astfel superioară oamenilor și putând să citească gândurile acestora. I se atribuie diferite/variate abilități, temperamente și înfățișări în funcție de originea povestirii. De obicei sunt înfățișați ca fiind mici, de câțiva inchi înălțime, uneori de mărimea unui pitic. Uneori sunt prezentați ca posedând diferite abilități magice.
Nu sunt portretizați ca fiind de partea diavolului, de cele mai multe ori alegându-și singuri partea în funcție de propriile interese, aliindu-se drept colaborator cu drepturi egale, niciodată slugă.